# Māgadi
Māgadi är en ort i Indien.   Den ligger i distriktet Ramanagara och delstaten Karnataka, i den södra delen av landet, 1 700 km söder om huvudstaden New Delhi. Māgadi ligger 879 meter över havet och antalet invånare är 27 213.
Terrängen runt Māgadi är huvudsakligen platt, men åt sydost är den kuperad. Runt Māgadi är det tätbefolkat, med 319 invånare per kvadratkilometer. Det finns inga andra samhällen i närheten. Trakten runt Māgadi består till största delen av jordbruksmark.